# Phantasmagoria (videogioco)
Phantasmagoria è un'avventura grafica di genere horror sviluppata dalla Sierra On-Line nel 1995 per sistemi MS-DOS, Microsoft Windows e Mac OS. Il gioco appartiene al filone dei Film interattivi, ossia realizzato con attori reali e diretto da Peter Maris. È stato uno dei primi giochi ad unire attori a sfondi disegnati a mano utilizzando la tecnica del blue screen.
Un anno dopo l'uscita del gioco è stato realizzato il seguito Phantasmagoria II: A Puzzle of Flesh che tuttavia ha una storia tutta nuova. È uscito in Italia completamente tradotto e doppiato.

## Storia
La storia, scritta da Roberta Williams, si svolge nell'arco di 7 giorni e gira intorno alla scrittrice di romanzi Adrienne Delaney e suo marito, il fotografo Don Gordon. I due hanno acquistato una stravagante villa appartenuta al prestigiatore del XIX secolo Zoltan Carnovash, in arte Carno, un mago specializzato in spettacoli dell'orrore. 
Poco dopo il trasloco, Adrianne inizia ad avere strani incubi ed incuriosita dalla casa inizia a raccogliere notizie al riguardo. La donna apprende dagli abitanti del villaggio, turbati sin dall'inizio dalla loro scelta di abitare nella villa, che la villa di Carno gode di una fama sinistra ed è considerata infestata. Lo stesso Carno è avvolto da un alone di mistero. Nel frattempo, Don inizia a comportarsi stranamente, assumendo spesso un atteggiamento ostile nei confronti della moglie.
Intanto Adrianne prosegue le sue ricerche e ricostruisce poco a poco le vicissitudini dei suoi precedenti proprietari. Carno era in principio una persona ordinaria, stimato dai colleghi ed amato dalla moglie, con un figlio adottivo, Malcolm e una figlia biologica di circa due anni di età, Sofia. Carno era però frustrato dalla consapevolezza che il suo era solo illusionismo e desiderava scoprire la vera magia. Venuto in possesso di un antico libro, Carno inizia a cambiare. La sua abilità e la sua fama crescono fino a farlo diventare un mago di fama mondiale, ma contemporaneamente diventa sempre più folle e violento, fino a divenire letale per chi gli stesse vicino. La prima vittima è la piccola Sofia, che viene annegata nella fontana del giardino della villa, e l'evento passa per un tragico incidente. Uccide poi la moglie Hortencia occultandone i resti. L'uomo si risposa ben quattro volte, facendo di ognuna delle donne le sue vittime. La quinta ed ultima moglie, Marie inizia una storia d'amore con l'assistente di scena Gaston.
Consapevoli della follia di Carno, i due progettano di ucciderlo sabotando il suo ultimo spettacolo in modo che non possa liberarsi dalla trappola mortale. Il piano riesce solo in parte in quanto Carno riesce a sopravvivere. Ricoverato d'urgenza, si risveglia nella notte completamente sfigurato e nonostante le condizioni, riesce a raggiungere la sua casa ed uccidere Marie e Gaston ma viene ferito mortalmente da quest'ultimo, sotto gli occhi di Malcolm. È proprio lui a capire finalmente cosa è successo veramente a Carno. Egli è stato posseduto da uno spirito imprigionato nel libro ed ora, in punto di morte, si è finalmente liberato. Con le ultime forze Carno cercò di imprigionare per sempre lo spirito, ma fallisce. Non sapendo cosa fare, Malcolm trascina il corpo del padre adottivo in una stanza segreta, chiude il libro con lo spirito in una scatola che nasconde nella cappella di cui mura l'ingresso e fugge. Le autorità, al loro arrivo, scambiano il corpo irriconoscibile di Gaston per Carno e giungono alla conclusione che sia stato l'assistente ad uccidere Carno e la moglie, per poi fuggire.
Venuta a conoscenza dei fatti attraverso visioni e ad un colloquio con Malcolm ormai vecchio Adrianne viene convinta dalla stramba senzatetto ora domestica Harriet e dal figlio Cyrus a intraprendere una seduta spiritica mediante la quale riesce a contattare lo spirito di Carno che la incita ad affrontare lo spirito maligno. Adrianne inizia quindi una lotta contro il tempo per salvare il marito. Adrienne scopre la cappella sigillata, tuttavia il libro non c'è e comprende che Don lo aveva già trovato tempo addietro, liberando accidentalmente lo spirito e rimanendone soggiogato. Esso, che invade nuovamente la casa tormenta Adrianne, che inizia ad avere visioni sul passato dell'abitazione. Intrappolata all'interno senza possibilità di uscire, Adrianne si rassegna al fatto che Don è ormai perduto quando lui cerca di ucciderla. Senza alternative, Adrianne uccide il marito liberandolo così dallo spirito che infuriato, insegue Adrianne fino ai sotterranei, dove riposa il corpo di Carno. Qui, usando l'antico libro sottratto a Don ed un medaglione trovato addosso al corpo di Carno, riesce a sconfiggere il mostro. Alla fine, Adrienne riesce ad uscire dalla casa e si allontana, segnata dal terrore per l'esperienza vissuta.

## Gioco
Phantasmagoria è una classica avventura grafica con sistema di comando punta e clicca, che caratterizza la maggior parte dei giochi del genere. La parte alta dello schermo è occupata dall'area di gioco mentre nella parte bassa trovano posto l'inventario, a sinistra l'icona del suggeritore, che fornisce aiuti su come proseguire nel gioco e a destra il tasto per richiamare il menu opzioni da cui salvare la partita, uscire ecc. 
Il puntatore intelligente del mouse ha una sola funzione, per qualsiasi azione, che sia parlare, raccogliere, osservare basta un singolo click del mouse, semplificando quindi notevolmente il sistema di comando. 
Come già detto il gioco è stato realizzato con veri attori che hanno recitato su uno sfondo neutro secondo la tecnica del bluescreen. Alle sequenze reali sono stati poi aggiunti i fondali statici.
Per filmare tutte le scene del gioco sono stati coinvolti 20 attori principali più alcune comparse e alcuni animali. Le riprese sono durate oltre 4 mesi ed il team di produzione alla fine ha superato le 200 persone.
Contenuto in 7 CD, il gioco è suddiviso in capitoli, ognuno dei quali può essere giocato indipendentemente, anche senza aver prima completato i precedenti. 
Per l'epoca in cui uscì il gioco era di pregevole fattura, con una grafica nitida, un'ottima recitazione dei personaggi e una storia avvincente. Dove invece peccava era negli enigmi, considerati da molti appassionati del genere il fattore più importante di ogni avventura grafica. Il gioco infatti era estremamente semplice da portare a termine e la figura del suggeritore rendeva il tutto ancora più semplice, nonostante alcuni enigmi a soluzione multipla. La longevità era quindi decisamente bassa, tuttavia nel gioco sono presenti molte scene opzionali, che se non viene prestata adeguata attenzione possono essere completamente saltate. I filmati degli omicidi di Carno ad esempio possono non essere trovati, così come la lettura dei tarocchi, l'incubo del letto o la scena nella stanza della bambina. Pur non essendo scene necessarie al compimento del gioco, contribuiscono ad illustrare meglio la storia e a caratterizzare i personaggi. Il gioco è stato infatti studiato per essere giocato lentamente, seguendo la trama e cercando di trovare ogni indizio ed ogni intermezzo. In questo modo le ore di gioco raddoppiano. 
Nella fasi finali il gioco si trasforma in una sorta di laser game sullo stile dello storico Dragon's Lair dove il giocatore è costretto a prendere decisione in modo rapido senza aver chiaro cosa dover fare esattamente. In quest'ultima fase è possibile morire.

## Personaggi ed interpreti
- Adrianne Delaney / Victoria Morsell - È la protagonista del gioco. Il suo primo romanzo Pallida Luna le ha consentito di intraprendere la carriera di scrittrice a tempo pieno. Per natura è molto curiosa e cerca sempre di scavare a fondo nelle questioni. È molto innamorata del marito e una volta venuta a conoscenza della verità cercherà in tutti i modi di salvarlo.
- Donald "Don" Gordon / David Homb - Fotografo freelance, ha una avviata collaborazione con numerose riviste, e acquista la villa Carnovash venendone a conoscenza grazie al suo mestiere. Inizialmente esaltato dalla sua nuova pittoresca abitazione, l'uomo cambia lentamente, e inizia a manifestare un comportamento violento.
- Zoltan "Carno" Carnovasch / Robert Miano - Mago di fama mondiale del XIX secolo, era frustrato dal fatto che le sue sono solo illusioni. Buon marito e padre affettuoso, cambia completamente dopo essere entrato in possesso di un antico libro proveniente dall'Egitto. Grazie al libro la sua fama e la sua abilità crescono fino a trasformarlo in un vero mago, ma insieme al libro ha portato con sé uno spirito maligno che dopo averlo posseduto lo trasforma in un folle pluriomicida.
- Lou Anne "Lou" - Stella Stevens - Una donna che gestisce un negozio di antiquariato nella cittadina vicino alla villa di Carno. È una ammiratrice di Adrianne. È molto informata sul passato del luogo.
- Malcolm Carnovasch / giovane: Devon Myers anziano: Douglas Seale - Il figlio adottivo di Carno. Egli ha sempre ammirato il mago, ed è stato l'unico a sopravvivere alla follia di Carno, che per ragioni ignote non ha mai cambiato atteggiamento nei suoi confronti. Dopo la morte di Zoltan, Malcolm nasconde il suo cadavere ed il libro maledetto e continua a vivere nella cittadina in modo da poter intervenire nel caso lo spirito riuscisse a liberarsi. Incontra Adrianne quando ormai è un vecchio di oltre 100 anni e cerca di aiutarla spiegandole cosa fare per sconfiggere definitivamente il mostro.
- Harriette / V. Joy Lee - È una senzatetto che vive nella stalla della tenuta di Carno insieme al figlio prima che Adrianne vi si trasferisse. Dopo il loro incontro viene assunta come domestica. È inoltre una medium.
- Cyrus / Steven W. Bailey - È il figlio di Harriette, Egli è un uomo dalla statura imponente, seppure tonto, ed è totalmente sottomesso alla madre.
- Harv / Hoke Howell - Ha un emporio nella cittadina. Anche se non vuole darlo a vedere è molto superstizioso e mette in guardia Adrianne circa la fama della tenuta dei Carnovash sin dall'inizio.
- Ethel / Lillian Chauvin - È l'infermiera che si occupa dell'anziano Malcolm. Nessuno in città la conosce bene, trascorre una vita riservata al servizio di Malcolm a cui sembra essere estremamente legata.
- Bob / Geoff Pryser - Ha un'agenzia immobiliare nella cittadinia. È lui che ha venduto a Don il maniero di Carno. Maleducato e donnaiolo incallito.
- Mike / Karl Neimiec - È un tecnico dei telefoni contattato da Adrianne per installare un apparecchio. Nella sua follia, Don lo accusa di corteggiare la moglie e lo uccide.
- Hortencia Gomez Carnovasch / Christine Armond - È stata la prima moglie di Carno, dalla quale l'uomo ha avuto una figlia, Sofia. Hortencia viene descritta come una donna semplice e dolce, appassionata di botanica. Era innamorata del marito fino a quando quest'ultimo non ha trovato il libro sopra citato. Resasi conto del cambiamento dell'uomo, ha cominciato ad allontanarlo e dopo la morte della figlia ha iniziato a passare tutto il suo tempo nella serra. Carno la uccide dopo che questa rifiuta le sue avancès colpendola con una paletta da giardinaggio e soffocandola con della torba, per poi occultarne il cadavere. La scomparsa della donna non desta molti sospetti in quanto Carno spiega che i due stanno divorziando.
- Victoria Valmont Carnovasch / Holly Chant - È stata la seconda moglie di Carno. Viene rappresentata come una donna scorbutica e dipendente dall'alcol. Viene uccisa in seguito a un violento alterco con il marito, proprio con una bottiglia di vino che Carno le conficca in un occhio. Come nel caso di Hortencia, Carno fa passare la scomparsa di Victoria come un allontanamento spontaneo della donna seguito al divorzio, per la presunta infedeltà della donna.
- Regina Puccietti Carnovasch / Wanda Smith - Terza moglie di Carno. Viene mostrata come una donna corpulenta, con la passione per il cibo. Carno la uccide strozzandola con della carne cruda, forse per puro sadismo, e l'evento passa per un incidente verificatosi mentre la coppia cenava.
- Leonora Moody Carnovasch / Dana Moody - Quarta moglie di Carno. Era conosciuta come una donna molto pettegola, fattore che ha sempre irritato il marito a tal punto da spezzarle il collo con uno dei suoi strumenti di scena. Anche la sua morte viene archiviata come un incidente domestico, presumibilmente sopraggiunto mentre la donna scendeva le scale.
- Marie O'Dowd Carnovasch / Taylor Bernard - Ultima moglie di Carno. Inizialmente molto innamorata del marito, Marie ne subisce la natura violenta e volubile, che con il tempo la portano a stringere una relazione extraconiugale con Gaston, l'assistente del marito. I due amanti progettano in seguito di uccidere il mago sabotando un suo numero. Tuttavia Carno sopravvive, raggiunge la sua abitazione e li uccide.
- Gaston Warwick / Jeff Rector - Era l'assistente di scena di Carno. Innamorato di Marie, complotterà insieme a lei l'omicidio del mago. Come Marie, anche lui subirà la vendetta di Carno, ma prima di morire riuscirà a conficcargli un palo di metallo nel ventre, ferendolo mortalmente. Il suo corpo sfigurato sarà poi scambiato per quello di Carno e sepolto nella sua tomba.
- Il presentatore / Josh Mandel - Presentava ogni spettacolo di Carno ed ha assistito all'incidente causato da Marie e Gaston.
- Il custode dei suggerimenti / Greg Belemjian - È il suggeritore del gioco. Un teschio parlante che offre indizi al giocatore.

## Censura
Alla sua uscita il gioco ha avuto problemi con la censura di diversi paesi. Tralasciando le tematiche horror, la violenza di alcune scene ed il linguaggio a volte forte, ciò che ha scatenato la reazione è il filmato di un violento stupro (senza comunque scene di nudo) subito da Adrianne. Tale scena è stata eliminata nella versione australiana e tedesca del gioco. In Italia e nel resto del mondo invece è uscito con una normale etichetta che ne consigliava l'acquisto ai soli maggiorenni. Nel menù del gioco è però presente un'opzione facoltativa, attivabile dal giocatore, con cui vengono censurate le scene più violente.